# Bootstrapping
Bootstrapping é um termo de origem inglesa que se originou na década de 1880 como um acessório para ajudar a calçar botas, e gradualmente adquiriu uma coleção de significados metafóricos adicionais. O tema comum a todos esses significados é a realização de um processo sem ajuda externa, mas com etapas de facilitação interna.
Algumas botas são feitas com tiras de couro salientes na parte traseira do cano, facilitando o processo de calçá-las.
Hoje em dia, os usos mais comuns do termo são na área de informática, onde tornou-se uma metáfora bastante difundida para a inicialização de sistemas. Há outros usos, pelo menos em países de língua inglesa, em áreas tão diversas quanto a biologia e a administração de empresas.
Pode-se situar a origem dessa noção de auto-instauração de um sistema à uma passagem das "Histórias do Barão de Münchausen" (1785), quando o protagonista ergue a si e a seu cavalo puxando ambos pelo próprio cabelo. O que é impossível fisicamente, pode ser realizado na lógica de criação de novos conceitos. A rigor, não há sistema matemático ou lógico que emerja de outra maneira: inevitavelmente, um sistema de signos não se estabelece por dedução ou indução, mas "autoportados" em por raciocínio abdutivo ou hipotético - para o qual a imagem do Barão é uma metáfora.

## Correias em botas de couro

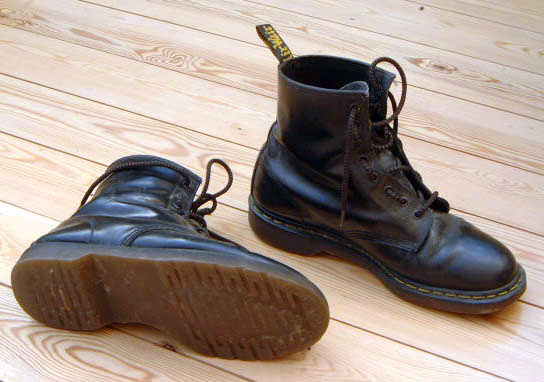
Botas que podem ser calçadas

Botas de cano alto podem ter uma aba, laço ou alça na parte superior conhecida como bootstrap, permitindo que a pessoa utilize os dedos ou uma ferramenta para fornecer uma melhor elevação no momento de puxar as botas ao tentar calçá-las. O dizer inglês "puxar-se pelo seus bootstraps" já estava em uso durante os anos de 1800 como um exemplo de uma tarefa impossível. Bootstrap como uma metáfora, significando melhorar a si mesmo por seu próprio esforço e sem ajuda, era utilizado em 1922. Esta metáfora gerou outras metáforas para uma série de processos auto-sustentáveis que ocorrem sem ajuda externa.

## Aplicações

### Computação
O termo bootstrap em computação começou como uma metáfora nos anos de 1950. Pressionar um botão de bootstrap faria com que um programa embutido lesse um programa bootstrap de uma unidade de entrada e então executasse o programa de bootstrap que lê mais instruções de programas e torna-se um processo auto-sustentável que procede sem ajuda externa de instruções inseridas manualmente. Como um termo de computação, bootstrap tem sido utilizado pelo menos desde 1958.
O conceito de bootstrap foi utilizado no computador IBM 701 (1952-1956) que tinha um "botão carregar" que iniciava a leitura da primeira palavra de 36 bits de um cartão perfurado em uma leitora de cartões, ou de uma unidade de fita magnética, ou unidade de memória drum (predecessora da unidade de disco rígido). A última semi-palavra de 18 bits foi então executada como uma instrução que lia palavras adicionais na memória.

### Administração
Em Administração, o conceito é usado no campo de Empreendedorismo, para designar o início de novos negócios sem volumes grandes de investimentos financeiros. O empreendedor que faz bootstrap usa seus próprios recursos, normalmente escassos e limitados, para iniciar seu negócio. A figura do empreendedor que começa o seu negócio na garagem da sua casa ou no seu próprio quarto caracteriza bem o conceito de bootstrap.
Neste sentido, fazer bootstrap é um caminho escolhido por empreendedores que não querem se sujeitar às limitações impostas por um investidor, que pode opinar no seu negócio. Fazer bootstrap é o caminho esperado para o empreendedor que não quer perder a autonomia sobre seu negócio e prefere começar pequeno e crescer devagar do que ter um rápido crescimento, mas sem controle sobre seu negócio.

### Finanças
Em finanças, bootstrapping é um método matemático para encontrar os pontos de capitalização de uma curva de juros de produtos que geram cupons, e. g. obrigações financeiras e Swaps.